# Maleth
Maleth (nep. मलेठ) – gaun wikas samiti we wschodniej części Nepalu w strefie Sagarmatha w dystrykcie Saptari. Według nepalskiego spisu powszechnego z 2001 roku liczył on 975 gospodarstw domowych i 5598 mieszkańców (2707 kobiet i 2891 mężczyzn).